# Natale con Deejay
Natale con Deejay è un singolo di Max Pezzali, pubblicato il 1º dicembre 2014 in promozione alla compilation di Radio Deejay Natale a casa Deejay.

## Descrizione
Il brano, scritto da Max Pezzali con la collaborazione di Linus e Matteo Curti, parla in modo ironico dei DJ più conosciuti di Radio Deejay con riferimento alla festa del Natale. 
Pezzali è stato incaricato di realizzare il brano nell'estate 2014, ma ha ammesso che gli è stato particolarmente difficile scriverlo fuori dal periodo natalizio; prima compose la musica, e poi scrisse il testo con il principale obiettivo di scegliere parole con quante meno sillabe possibili. Il cantante ha anche spiegato, durante l'intervista a Deejay chiama Italia rilasciata nel giorno del primo passaggio radiofonico del pezzo, che, mentre sono completamente opera sua tanto il testo del ritornello, nato contestualmente alla musica, mentre Pezzali era alla guida della propria auto, quanto i riferimenti autobiografici del brano, sono state invece principalmente frutto della collaborazione di Linus e Matteo Curti le descrizioni irriverenti e goliardiche dei DJ di Radio Deejay.
Si tratta dell'unico brano inedito della compilation di Radio Deejay Natale a casa Deejay, pubblicata il 9 dicembre 2014 in occasione del decimo anniversario dell'uscita dell'omonimo film.

## Video musicale
Nel video ufficiale del singolo, pubblicato il 1º dicembre 2014, Max Pezzali canta il brano con sullo sfondo le parole del brano e una serie di foto dei principali personaggi di Radio Deejay.

## Classifiche
| Classifica (2014)         | Posizione massima |
| ------------------------- | ----------------- |
| Italia                    | 28                |
| Italia (airplay)          | 44                |
| Italia (airplay italiane) | 16                |